# Litoral do Piauí
O Litoral do Piauí é uma região refere à faixa costeira do estado do Piauí e seus municípios. Compreende cerca de 66 quilômetros de extensão, sendo o menor do Brasil e distante 320 km da capital Teresina. É banhado pelo Oceano Atlântico, seus limites no lado oeste vão da foz do Rio Parnaíba na divisa com o Maranhão, até o limite leste fronteira com o Ceará, separado pelo Rio Timonha. 

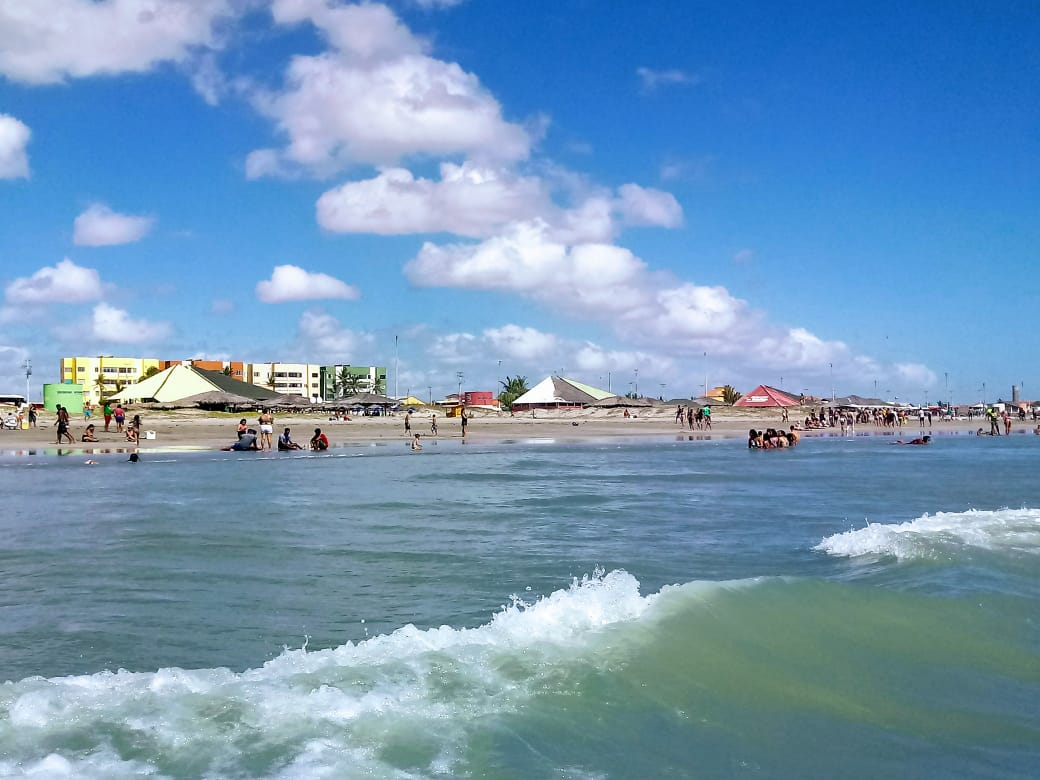
Praia de Atalaia a mais popular do litoral do Piauí

A região esteve sob a jurisdição do estado de Ceará, mas no ano de 1880, voltou a pertencer ao estado do Piauí, após o governo deste, reivindicar de volta seu território e oferecer em troca, dois importantes municípios piauienses, Independência e Príncipe Imperial, que hoje correspondem à região de Crateús e Novo Oriente.
A costa piauiense abriga a segunda maior cidade do estado, Parnaíba, dinâmica área metropolitana, destaque no comércio e serviços e sede da Rota das Emoções.
A região tem forte apelo turístico, referência no ecoturismo, com suas praias, o Delta do Parnaíba e um sítio histórico como o Porto das Barcas. Abriga a Área de Proteção Ambiental Delta do Parnaíba importante estuário da vida marinha na região e a Pedra do Sal eleita uma das mais bonitas praias do país. 

## Geografia
O clima é considerado tropical com variações litorâneas. Os maiores índices de chuva costumam ser registrados durante o verão e outono (meses de dezembro a abril), enquanto que o inverno e primavera é a estação mais seca (meses de maio a dezembro). Pluviosidade média anual são de 1172 mm e temperatura média anual varia em torno dos 27.5 °C.
Com um clima bastante estável e fortes correntes de vento, com águas oceânicas quentes com temperatura sempre em torno dos 26 °C, proporcionando condições excelentes na prática de esportes aquáticos, por exemplo na prática de kitesurf e windsurf.
Tendo a vegetação de Restinga, entre mangues e dunas, maior parte em mata dos cocais arbórea e arbustiva, zona antrópica do cerrado e caatinga.

## Acesso
O litoral piauiense é acompanhado por duas rodovias estaduais PI-116 e PI-210, além das federais BR-343 e BR-404.
Servido por único porto marítimo, que encontra-se em construção, o Porto de Amarração. 
Por via aérea a região é atendida pelo Aeroporto Internacional de Parnaíba.

## Lista de Municípios
Abaixo estão listados os municípios litorâneos da Piauí.
| Município         | População (2019) | Área (km²) | IDH (2010) | PIB (per capita) |
| ----------------- | ---------------- | ---------- | ---------- | ---------------- |
| Cajueiro da Praia | 7.704            | 271,348    | 0,563      | 3.083,37         |
| Ilha Grande       | 9.487            | 134,318    | 0,562      | 3.594,85         |
| Luís Correia      | 30.558           | 1.071,276  | 0,673      | 5.010,84         |
| Parnaíba          | 153.863          | 499,229    | 0,687      | 13.534,25        |
| Total             | 201.612          | 1.976,171  | 0,621      | 6.305,82         |